# Triethylphosphin
Triethylphosphin ist eine chemische Verbindung aus der Gruppe der organischen Phosphorverbindungen.

## Gewinnung und Darstellung
Triethylphosphin kann durch Reaktion von Diethylzink mit Phosphortrichlorid gewonnen werden.

## Eigenschaften
Triethylphosphin ist ein farblose Flüssigkeit, die praktisch unlöslich in Wasser ist. Sie zersetzt sich bei Temperaturen über 220 °C. An Luft nimmt sie schnell Sauerstoff auf und wandelt sich in Triethylphosphinoxid um.

## Verwendung
Triethylphosphin wird im Allgemeinen als Ligand in der metallorganischen Chemie verwendet.